# Catherine Scott
Catherine Scott, född den 27 augusti 1973, är en jamaicansk före detta friidrottare som tävlade huvudsakligen på 400 meter och 400 meter häck.
Individuellt är hennes främsta merit från Olympiska sommarspelen 2000 att hon blev utslagen i semifinalen på 400 meter häck. Hennes största framgångar har i stället kommit som en del av det jamaicanska stafettlaget på 4 x 400 meter. Vid OS 2000 blev hon tillsammans med Sandie Richards, Deon Hemmings och Lorraine Graham silvermedaljörer efter USA. Emellertid blev USA som vann stafetten av med sina medaljer då Marion Jones visat sig vara dopad. IOK har dock ännu inte tilldelat Jamaica guldmedaljerna. 
Tillsammans med Richards, Graham och Debbie-Ann Parris-Thymes blev hon världsmästare vid VM 2001. Dessutom har hon två gånger blivit silvermedaljör i stafett vid inomhus-VM.  

## Personliga rekord
- 400 meter - 51,65
- 400 meter häck - 54,93